# شانور-نورتویو (پنسیلوانیا)
شانور-نورتویو (به انگلیسی: Shanor-Northvue) یک منطقهٔ مسکونی در ایالات متحده آمریکا است که در شهرستان باتلر، پنسیلوانیا واقع شده‌است. شانور-نورتویو ۱۷٫۵۵ کیلومتر مربع مساحت و ۵٬۰۵۱ نفر جمعیت دارد و ۴۰۸٫۴۴ متر بالاتر از سطح دریا واقع شده‌است.